# 傑伊·威廉斯
傑森·大衛·“傑伊”·威廉斯（英語：Jason David "Jay" Williams，1981年9月10日—），美國前職業籃球運動員，原名傑森·威廉斯，之後改名傑伊·威廉斯，2002年NBA選秀大會榜眼，原本是一位備受矚目的新人，卻因為一場機車車禍，失去已往驚人的運動能力，NBA生涯只有一季就結束。

## 高中生涯
高中時期，威廉斯不只專精於籃球，高一時加入足球校隊，高二時加入排球校隊，國際象棋也是他熱愛的遊戲。高中時的綽號為「Jay Dubs」。而在籃球的天賦更為驚人，被選入紐澤西州全州第一隊、紐澤西州年度MVP、《今日美國》第一隊以及麥當勞高中全明星賽，他同時參加麥當勞灌籃大賽及明星對抗賽兩個項目，並在比賽中獨得20分。之後獲得1999年Morgan Wootten年度最佳球員，而他的學業成績也不錯，成績平均積點維持在3.6。

## 大學生涯
在杜克大學，威廉斯成為校史中少數可以得分到達雙位數的大一生，平均成績14.5分、6.5助攻、4.2籃板，並被選為大西洋沿岸聯盟、The Sporting News年度最佳新秀、Basketball Times新秀第一隊，但最終杜克大學止步於十六強。
大二球季，威廉斯先發出賽全部39場最終得到2001年NCAA全國冠軍，他也得到NABC年度最佳球員獎，他的總得分841分打破由迪克·格魯特所保持的49年校史單季紀錄，三分球命中數（132）也是NCAA史上第六。他平均21.6分是大西洋沿岸聯盟得分王，也是杜克大學自1989年來再度有球員奪得得分王。平均6.1助攻、三分球命中率（42.7％）都是大西洋沿岸聯盟第二。
大三球季，隨著肖恩·巴蒂尔投身NBA後，威廉斯成為球隊的新領袖。也被認為是當時最佳的大學籃球員，當季奪下奈史密斯學院年度最佳球員及約翰・伍登獎並於2002年以社會學的學位畢業。最終留下總得分2079分為校史第六，其號碼22號作為榮譽背號退休。
2000-01賽季，他完成單季36場雙位數得分（打平校史第五）2001-02賽季，威廉斯、卡洛斯·布泽尔與小麥克·鄧利維各自單季得到超過600分，之後2009-10賽季，Jon Scheyer、Kyle Singler與Nolan Smith再度達成威廉斯（841）與肖恩·巴蒂尔（778）於2001年達成各自超過700分的佳績，之後Scheyer（728）及Singler（707）則在2009-10賽季再度達成。

## NBA生涯
威廉斯於2002年NBA選秀被芝加哥公牛於第一輪第二順位選中，作為選秀榜眼的他表現備受期待，同時將自己的名字改為「傑伊」為了與贾森·威廉姆斯做區別。
2002年世界籃球錦標賽他加入美國國家男子籃球隊。
威廉斯於2002-03 NBA賽季大部分擔任先發控衛，但他的表現起伏不定，並與贾马尔·克劳福德競爭出賽時間。而他初露鋒芒的表現則是在2002年11月9日，他對上自己的家鄉球隊紐澤西籃網時，當晚有26分、14籃板、13助攻大三元的表現。然而新秀球季平均9.5分、4.7助攻、2.6籃板、1.1抄截，表現並不出色。

### 機車車禍
2003年6月19日晚上，威廉斯在芝加哥騎著機車撞到了路燈，當時他並沒有戴安全帽，也沒有機車駕照，而其騎乘機車也違反球隊合約。這場車禍造成威廉斯腿部主要神經斷裂、骨盆骨折、韌帶斷裂，包括重要的前十字韌帶。車禍一週後公牛隊在2003年NBA選秀會上選擇控衛柯克·韓瑞克，意味著威廉斯需要一段極長的時間復原。然而因為他的傷勢，公牛用三百萬美金買斷他的合約並揮棄他，且由於他違反合約內容私自騎乘機車，公牛隊並不需要支付其合約薪水，而這三百萬則作為他的復健花費。
威廉斯在接連的打擊下嘗試自殺，但他的媽媽阻止了他並鼓勵他積極復健，而在復健期間，他擔任ESPN的大學及高中籃球球評。

### 重返籃球生涯
威廉斯試著持續他的籃球生涯，然而公牛隊對他已不再有興趣。2006年9月28日，紐澤西籃網宣佈與威廉斯簽下一份非保證合約，給了威廉斯一絲希望，然而在10月22日籃網隊就將他釋出。
他之後與NBA發展聯盟的奧斯汀公牛簽約，但在12月30日，公牛隊因為他的傷勢而將他揮棄。
威廉斯隨後宣佈他對於重起籃球職業生涯沒有任何規劃。之後在2010-11年NBA賽季前，他參加邁阿密熱火隊的測試，但沒有被選中。

## 籃球生涯結束後
重返NBA無望後，威廉斯首先於2007年～2009年加入Ceruzzi Sports and Entertainment成為該公司的約聘人員，負責招募大學新秀，之後加入ESPN擔任大學籃球球評，偶爾他也擔任勵志演講人。2008年NCAA男子籃球聯賽時，他擔任CBS體育網的分析師。

## NBA生涯數據

### 例行賽
| 賽季    | 球隊       | GP | GS | MPG  | FG%  | 3P%  | FT%  | RPG | APG | SPG | BPG | PPG |
| ------- | ---------- | -- | -- | ---- | ---- | ---- | ---- | --- | --- | --- | --- | --- |
| 2002–03 | 芝加哥公牛 | 75 | 54 | 26.1 | .399 | .322 | .640 | 2.6 | 4.7 | 1.1 | .2  | 9.5 |
| 生涯    |            | 75 | 54 | 26.1 | .399 | .322 | .640 | 2.6 | 4.7 | 1.1 | .2  | 9.5 |

## 資料來源
1. 1 2 3 4 5  . 杜克大學體育官網. 2009-10-29  [2014-08-15]. （原始内容存档于2015-09-24） （英语）.
2. ↑  . basketball-reference.com.   [2014-08-15]. （原始内容存档于2014-05-24） （英语）.
3. ↑  . 杜克大學體育官網. 2002-03-18  [2014-08-15]. （原始内容存档于2015-09-24） （英语）.
4. 1 2  . GoDuke.com.   [March 29, 2010]. （原始内容存档于2014-12-05）.
5. ↑  . 杜克大學體育官網. 2002-07-10  [2014-08-15]. （原始内容存档于2015-09-24） （英语）.
6. ↑  . 杜克大學體育官網. December 5, 2009  [April 6, 2010]. （原始内容存档于2019-02-01）.
7. ↑  . 國際籃球總會官網.   [2014-08-15]. （原始内容存档于2015-09-24） （英语）.
8. ↑  . basketball-reference.com. 2002-11-09  [2014-08-15]. （原始内容存档于2020-08-20） （英语）.
9. ↑  Ian Thomsen. . Vault.sportsillustrated.cnn.com. July 7, 2003  [March 29, 2010]. （原始内容存档于2012-07-22）.
10. ↑  . espn.go.com. February 17, 2004  [2014-08-15]. （原始内容存档于2014-08-19） （英语）.
11. ↑  . nbcsports.com. Feb 9, 2013  [2014-08-15]. （原始内容存档于2015-08-29） （英语）.
12. ↑  . sports.espn.go.com. July 21, 2005  [2014-08-15]. （原始内容存档于2014-08-19） （英语）.
13. ↑  . Sports.espn.go.com. September 28, 2006  [2014-08-15]. （原始内容存档于2011-10-19）.
14. ↑  . Sports.espn.go.com. October 23, 2006  [March 29, 2010]. （原始内容存档于2016-01-19）.
15. ↑  . Sports.espn.go.com. December 8, 2006  [2014-08-15]. （原始内容存档于2014-08-19）.
16. ↑  . Nba.com. November 27, 2009  [March 29, 2010]. （原始内容存档于2011-11-01）.
17. ↑  Rivals.com (2009). Agents and AAU: Unrequited Love （页面存档备份，存于）. Retrieved June 23, 2012.
18. ↑  ESPN MediaZone (2010). Jay Williams （页面存档备份，存于）. Retrieved June 23, 2012.
19. ↑  . Daily Herald.   [March 29, 2010]. （原始内容存档于2012-02-07）.

## 外部連結
- Blog written by Williams @ NBA.com
- Oscar Robertson Trophy 2002 College Basketball Player of the Year